# شهرآورد غرب لندن
شهرآورد غرب لندن به مسابقاتی گفته می‌شود که مابین تیم‌های چلسی، برنتفورد، فولهام و کویینز پارک رنجرز در لیگ‌ها یا جام‌های مختلف برگزار می‌شود.
شهرآورد غرب لندن اهمیت کمتری نسبت به دیگر شهرآوردهای شهر لندن یا دیگر نقاط کشور انگلستان دارد.براساس نظرسنجی سال ۲۰۰۳ طرفداران تیم‌های فولهام و کویینز پارک رنجرز تیم چلسی را اصلی‌ترین رقیب خود انتخاب کرده‌اند.طرفداران برنتفورد نیز کویینز پارک رنجرز را رقیب اصلی خود می‌دانند.این در حالی است که هواداران تیم چلسی هیچ‌کدام از سه تیم دیگر را به عنوان رقیب اصلی نمی‌دانند بلکه تیم‌های آرسنال، تاتنهام و منچستر یونایتد را سه رقیب اصلی تیم خود می‌دانند.

## نتایج

### برنتفورد - چلسی
|          | بردهای برنتفورد | تساوی | بردهای چلسی | گل‌های برنتفورد | گل‌های چلسی |
| -------- | --------------- | ----- | ----------- | -------------- | ---------- |
| لیگ      | ۴               | ۱     | ۵           | ۱۳             | ۱۴         |
| جام حذفی | ۰               | ۱     | ۱           | ۲              | ۳          |
| مجموع    | ۴               | ۲     | ۶           | ۱۵             | ۱۷         |

نتایج آخرین دیدار دو تیم
| ورزشگاه       | تاریخ          | رقابت                    | برنتفورد | چلسی |
| ------------- | -------------- | ------------------------ | -------- | ---- |
| استمفورد بریج | ۱۷ فوریه ۲۰۱۳  | جام حذفی فوتبال انگلستان | ۰        | ۴    |
| گریفین پارک   | ۲۷ ژانویه ۲۰۱۳ | جام حذفی فوتبال انگلستان | ۲        | ۲    |

### برنتفورد - فولهام
|                  | بردهای برنتفورد | تساوی | بردهای فولهام | گل‌های برنتفورد | گل‌های فولهام |
| ---------------- | --------------- | ----- | ------------- | -------------- | ------------ |
| لیگ              | ۱۱              | ۱۲    | ۱۷            | ۵۳             | ۶۰           |
| جام حذفی         | ۱               | ۰     | ۱             | ۳              | ۲            |
| جام اتحادیه      | ۳               | ۱     | ۰             | ۷              | ۲            |
| لیگ فوتبال تروفی | ۱               | ۱     | ۱             | ۲              | ۳            |
| مجموع            | ۱۶              | ۱۴    | ۱۹            | ۶۵             | ۶۷           |

نتایج آخرین دیدار دو تیم
| ورزشگاه        | تاریخ         | رقابت | برنتفورد | فولهام |
| -------------- | ------------- | ----- | -------- | ------ |
| گریفین پارک    | ۱۱ آوریل ۱۹۹۸ | لیگ   | ۰        | ۲      |
| Craven Cottage | ۲ دسامبر ۱۹۹۷ | لیگ   | ۱        | ۱      |

### برنتفورد -  کویینز پارک رنجرز
|          | بردهای برنتفورد | تساوی | بردهای کویینز پارک رنجرز | گل‌های برنتفورد | گل‌های کویینز پارک رنجرز |
| -------- | --------------- | ----- | ------------------------ | -------------- | ----------------------- |
| لیگ      | ۱۹              | ۲۲    | ۲۱                       | ۸۸             | ۸۵                      |
| جام حذفی | ۲               | ۱     | ۰                        | ۶              | ۲                       |
| مجموع    | ۲۱              | ۲۳    | ۲۱                       | ۹۴             | ۸۷                      |

نتایج آخرین دیدار دو تیم
| ورزشگاه     | تاریخ          | رقابت | برنتفورد | کویینز پارک رنجرز |
| ----------- | -------------- | ----- | -------- | ----------------- |
| گریفین پارک | ۱۴ فوریه ۲۰۰۴  | لیگ   | ۱        | ۱                 |
| لوفتوس رود  | ۱۱ نوامبر ۲۰۰۳ | لیگ   | ۰        | ۱                 |

### چلسی - فولهام
|             | بردهای چلسی | تساوی | بردهای فولهام | گل‌های چلسی | گل‌های فولهام |
| ----------- | ----------- | ----- | ------------- | ---------- | ------------ |
| لیگ         | ۳۷          | ۲۲    | ۷             | ۱۰۹        | ۵۹           |
| جام حذفی    | ۲           | ۲     | ۲             | ۷          | ۷            |
| جام اتحادیه | ۲           | ۱     | ۰             | ۴          | ۲            |
| مجموع       | ۴۰          | ۲۲    | ۹             | ۱۱۸        | ۶۶           |

نتایج آخرین دیدار دو تیم
| ورزشگاه       | تاریخ          | رقابت                    | چلسی | فولهام |
| ------------- | -------------- | ------------------------ | ---- | ------ |
| کراون کوتیج   | ۱۷ آوریل ۲۰۱۳  | لیگ برتر فوتبال انگلستان | ۳    | ۰      |
| استمفورد بریج | ۲۸ نوامبر ۲۰۱۲ | لیگ برتر فوتبال انگلستان | ۰    | ۰      |

### چلسی - کویینز پارک رنجرز
|             | بردهای چلسی | تساوی | بردهای کویینز پارک رنجرز | گل‌های چلسی | گل‌های کویینز پارک رنجرز |
| ----------- | ----------- | ----- | ------------------------ | ---------- | ----------------------- |
| لیگ         | ۱۴          | ۱۵    | ۱۳                       | ۵۳         | ۵۵                      |
| جام حذفی    | ۳           | ۱     | ۱                        | ۶          | ۲                       |
| جام اتحادیه | ۱           | ۱     | ۱                        | ۲          | ۳                       |
| مجموع       | ۲۰          | ۱۷    | ۱۴                       | ۶۸         | ۶۲                      |

نتایج آخرین دیدار دو تیم
| ورزشگاه               | تاریخ           | رقابت                    | چلسی | کویینز پارک رنجرز |
| --------------------- | --------------- | ------------------------ | ---- | ----------------- |
| ورزشگاه لوفتوس رود    | ۱۵ سپتامبر ۲۰۱۲ | لیگ برتر فوتبال انگلستان | ۰    | ۰                 |
| ورزشگاه استمفورد بریج | ۲ ژانویه ۲۰۱۳   | لیگ برتر فوتبال انگلستان | ۰    | ۱                 |

### فولهام - کویینز پارک رنجرز
|          | بردهای فولهام | تساوی | بردهای کویینز پارک رنجرز | گل‌های فولهام | گل‌های کویینز پارک رنجرز |
| -------- | ------------- | ----- | ------------------------ | ------------ | ----------------------- |
| لیگ      | ۹             | ۴     | ۱۲                       | ۳۵           | ۲۹                      |
| جام حذفی | ۳             | ۱     | ۰                        | ۶            | ۲                       |
| جام حذفی | ۱             | ۰     | ۰                        | ۲            | ۰                       |
| مجموع    | ۱۳            | ۵     | ۱۲                       | ۳۶           | ۳۱                      |

نتایج آخرین دیدار دو تیم
| ورزشگاه             | تاریخ         | رقابت    | فولهام | کویینز پارک رنجرز |
| ------------------- | ------------- | -------- | ------ | ----------------- |
| ورزشگاه لوفتوس رود  | ۲۵ فوریه ۲۰۱۲ | لیگ برتر | ۱      | ۰                 |
| ورزشگاه کراون کوتیج | ۲ اکتبر ۲۰۱۱  | لیگ برتر | ۶      | ۰                 |